# Humboldt-Bibliothek
Die Humboldt-Bibliothek (ⓘ) ist die Reinickendorfer Bezirkszentralbibliothek. Sie liegt am nördlichen Ortskernrand des Berliner Ortsteils Tegel. Das postmoderne Bibliotheksgebäude wurde im Rahmen der Internationalen Bauausstellung 1987 geplant und ging 1989 in Betrieb. Es wird neben seiner Kernfunktion zugleich als Veranstaltungsort für eine Vielzahl kultureller Aktivitäten genutzt. Benannt ist die Bibliothek nach den Gebrüdern Wilhelm und Alexander von Humboldt.

## Lage und architektonische Gestaltung

### Standort und Einzugsbereich

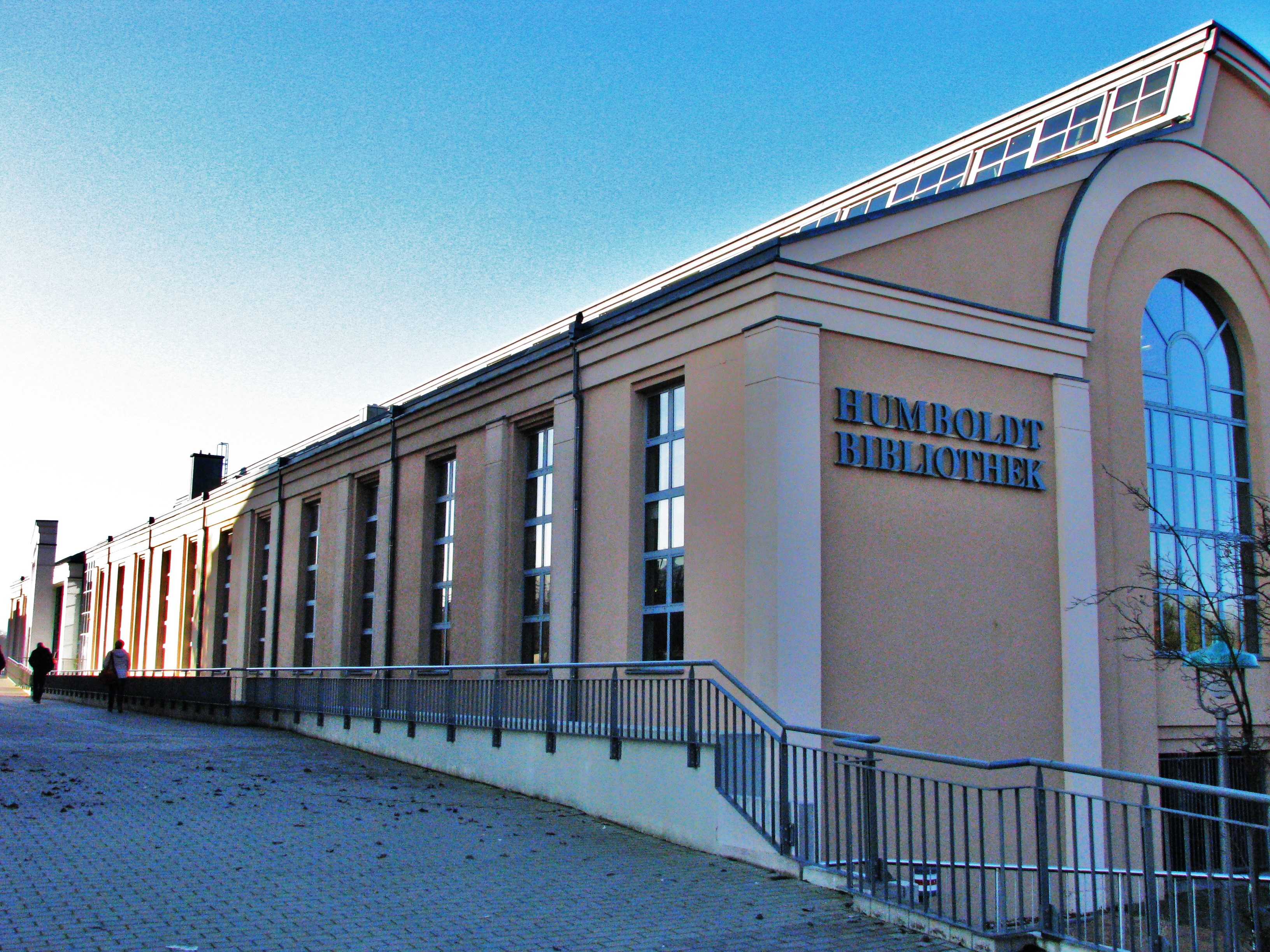
Aufgang von der Karolinenstraße

Am Ostrand des Tegeler Hafens in unmittelbarer Nachbarschaft zur Humboldtmühle und nicht weit von Schloss Tegel gelegen, ist die Humboldt-Bibliothek auf kurzem Fußweg vom U-Bahnhof Alt-Tegel und den diversen dort haltenden Buslinien zu erreichen. Ihr Einzugsbereich umfasst außer Tegel die benachbarten Ortsteile Borsigwalde, Wittenau und Waidmannslust. Auch für die nordwestlich entfernteren Reinickendorfer Ortsteile Heiligensee und Konradshöhe ist die Humboldt-Bibliothek die nächstgelegene öffentliche Bibliothek.

### Entstehungszusammenhang

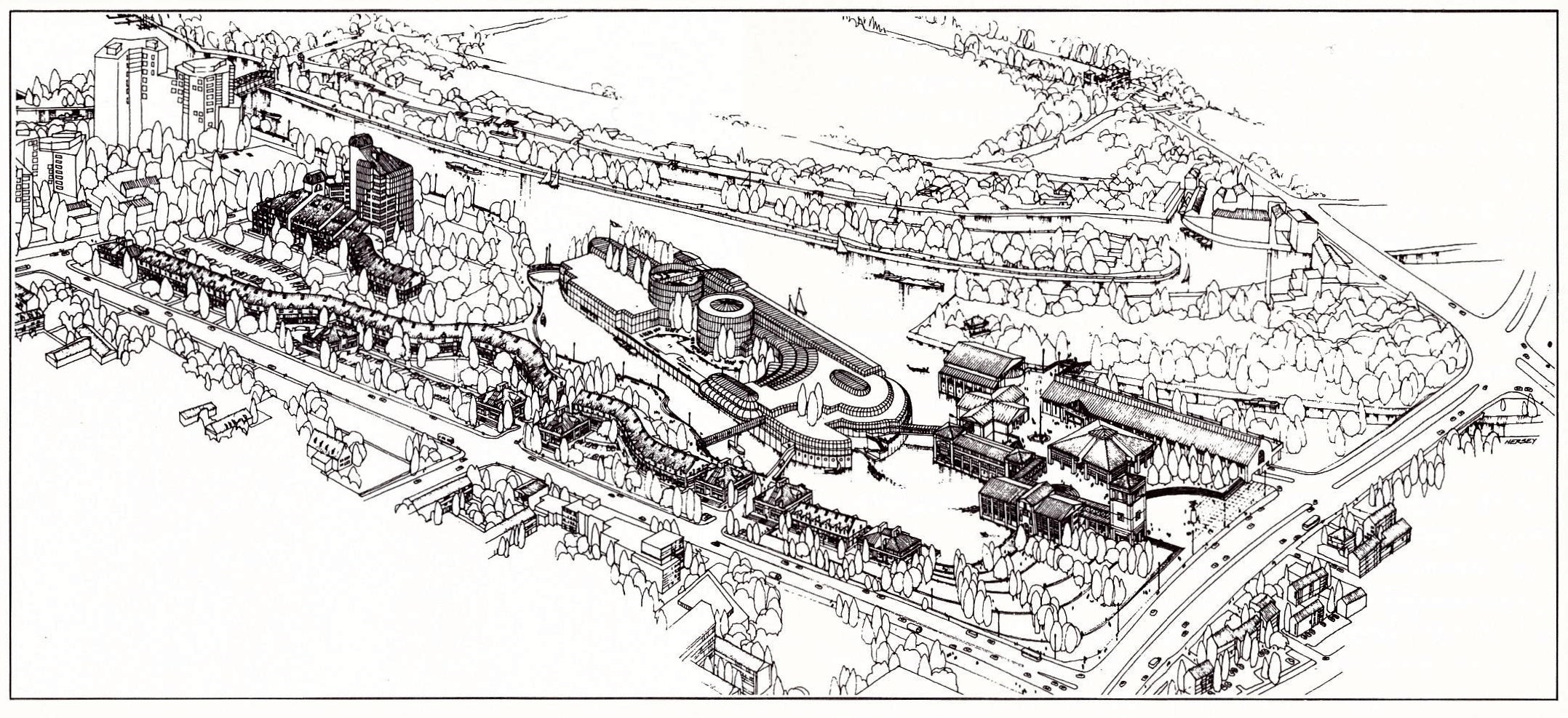
Das nur ansatzweise realisierte Tegeler Kultur- und Freizeitzentrum im Entwurfsstadium

Die Initialzündung zur Planung der Humboldtbibliothek an diesem Ort war der Wettbewerb Tegeler Hafen im Rahmen der Internationalen Bauausstellung 1984/8. Am 24./25. Oktober 1980 entschieden sich die Jury-Mitglieder dafür, den ersten Preis für den Entwurf von Charles Willard Moore zu vergeben und empfahlen dessen Umsetzung. Die Realisierung erwies sich dann vor allem unter finanziellen Gesichtspunkten als schwierig, da der 1984 durch den Finanzsenator bewilligte Kostenrahmen von 16 Millionen Mark (kaufkraftbereinigt in heutiger Währung: rund 17,8 Millionen Euro) für den Entwurf nicht eingehalten werden konnte. So erwies sich schon der Baugrund durch die angetroffenen Faulschlammschichten als erheblich ungünstiger als bei der Kostenschätzung für das Bedarfsprogramm angenommen. Mit der damit nötigen Gründung auf Bohrpfählen waren die ersten eineinhalb Millionen unvorhergesehen weg. Schließlich stellte sich heraus, dass der Originalentwurf nicht unter 24 Millionen Mark hätte verwirklicht werden können. An der dann getroffenen Lösung hatte Moore selbst maßgeblichen Anteil, indem er in einer überarbeiteten Entwurfsfassung eine um zehn Meter kürzere Ausdehnung der Bibliothek vorsah. Auch dafür waren aber immer noch 20,5 Millionen Mark an Kosten aufzubringen; die Deckungslücke von 4,5 Millionen Mark übernahm der Bezirk, indem er andere anstehende Investitionsvorhaben einstweilen aufschob.

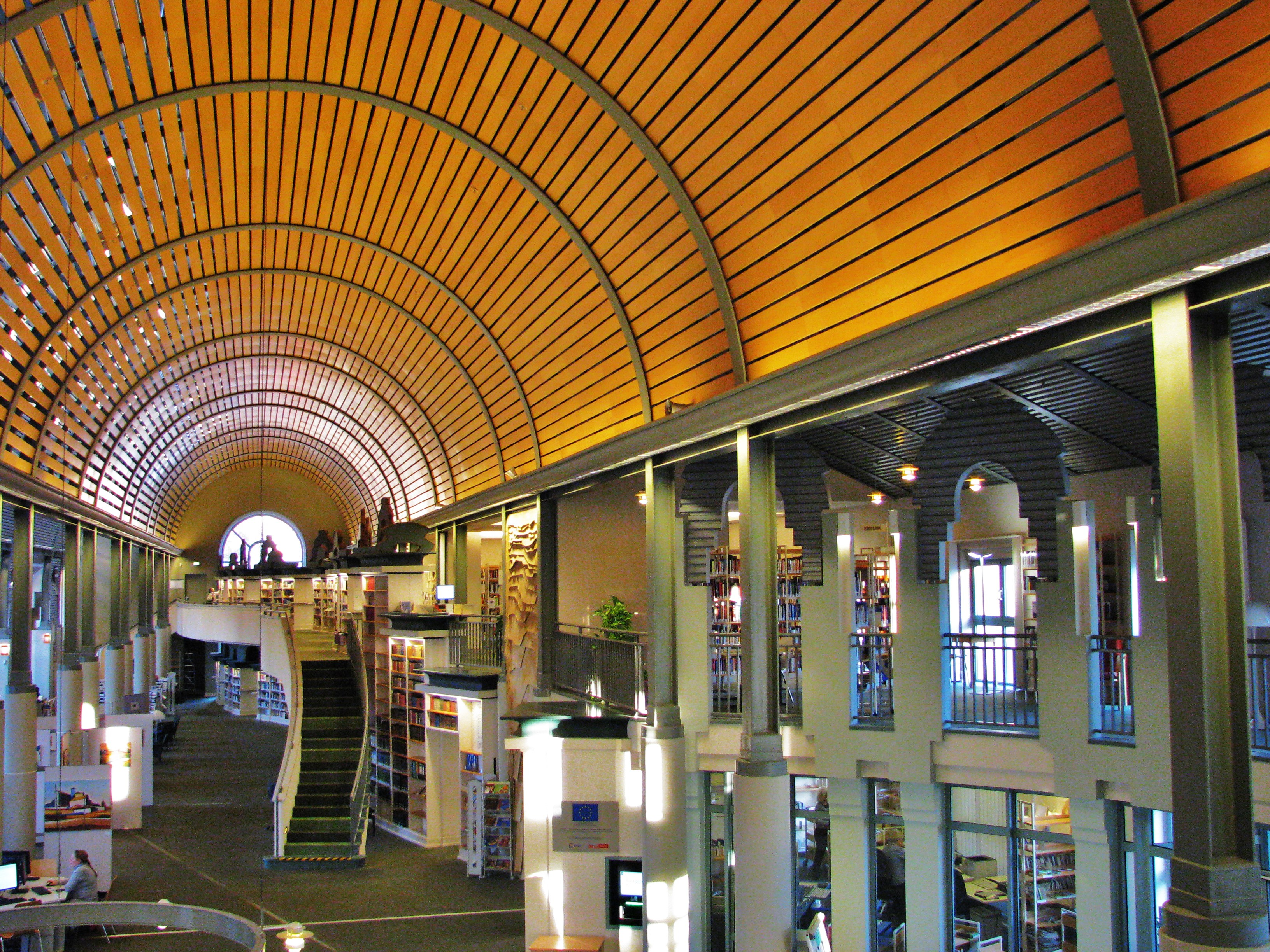
Raumeindruck von der westlichen Galerie aus

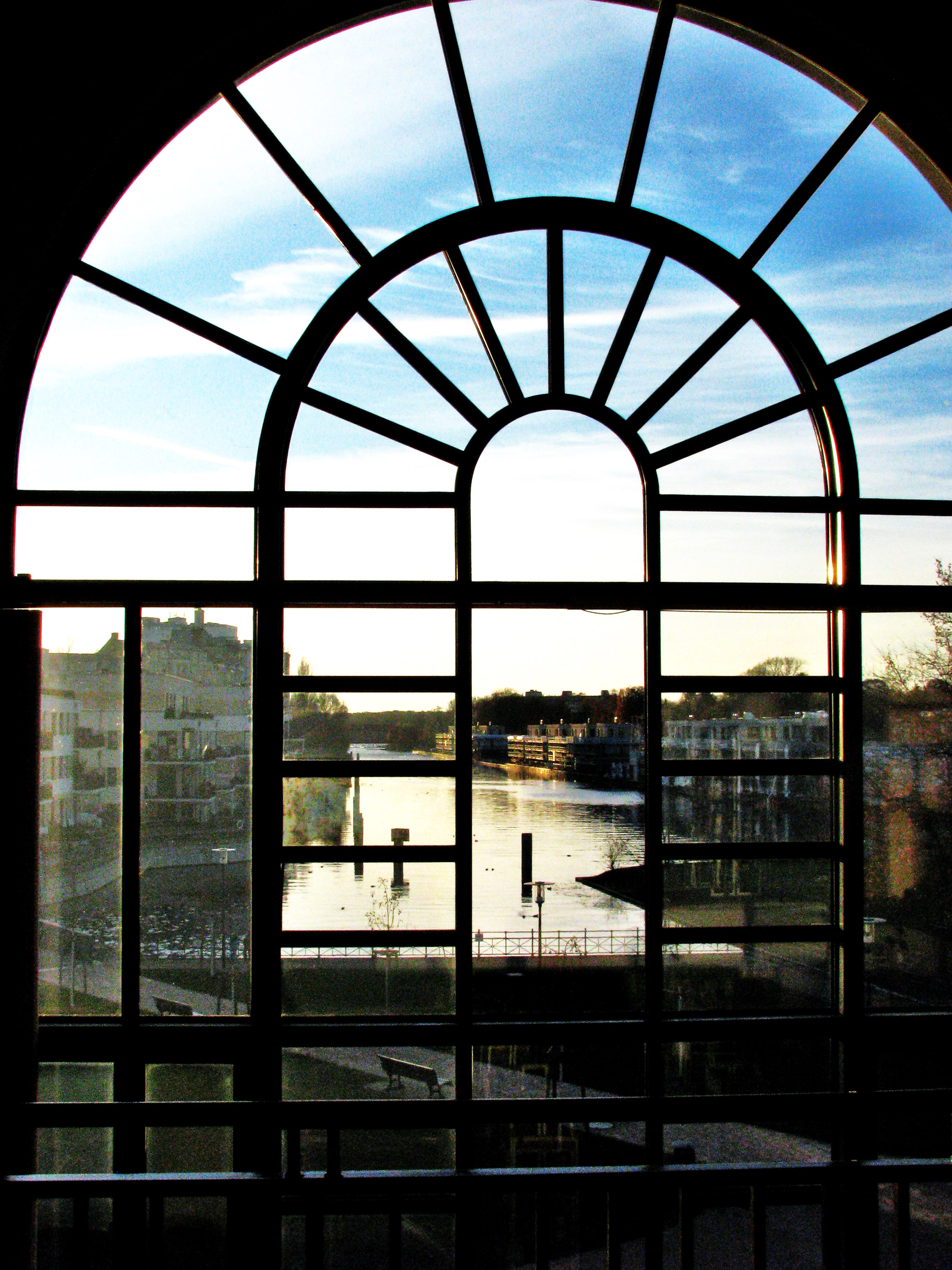
Ausblick auf den Tegeler Hafen

In der ursprünglichen Planung von Moore Ruble Yudell Architects & Planners für die IBA 1987 war die Humboldt-Bibliothek Bestandteil eines größeren Kulturzentrums, das sich auch auf die künstliche Insel am Ostende des ehemaligen Tegeler Industriehafens erstrecken sollte. Daraus wurde in Anbetracht der dafür offenbar fehlenden Finanzmittel nichts. Die 1986 begonnenen Bibliotheksbauarbeiten gingen einher mit der Gestaltung eines großen Wasserbereichs, einer Uferpromenade sowie von 350 Wohneinheiten. Von dem geplanten Kulturzentrum wurde jedoch allein die Humboldt-Bibliothek realisiert. „Das Stahl- und Betongerüst“, heißt es in einer Beschreibung der Architekten, „ist zum Innenraum freigelegt, und diese industrielle Strenge ist zu einer spielerischen, fast barocken Sammlung von Details für die Bögen und für die Decke ausgearbeitet worden. Die Bücherwand selbst ist, ähnlich einem Möbel, aus gestrichenem und natürlichem Hartholz zusammengesetzt.“

### Postmodernes Bauwerk
Das langgestreckte Gebäude – die lange Halle führt nach der Vorstellung der Architekten die Achse des Hafens weiter – erhält sein charakteristisches Äußeres vor allem durch das vorgesetzte, klassizistisch inspirierte Eingangsdekor. Innen ergibt sich ein eindrucksvolles Raumerlebnis. Die eingebauten Bücherwände über zwei Etagen erinnern an barocke Klosterbibliotheken, und die großzügige dreischiffige Halle lässt an einen Sakralbau mit industriearchitektonischen Zutaten denken. Die Westseite des Gebäudes beherrscht ein großes Fenster, das den Blick auf das Hafenbecken, die Sechserbrücke und den Tegeler See freigibt.

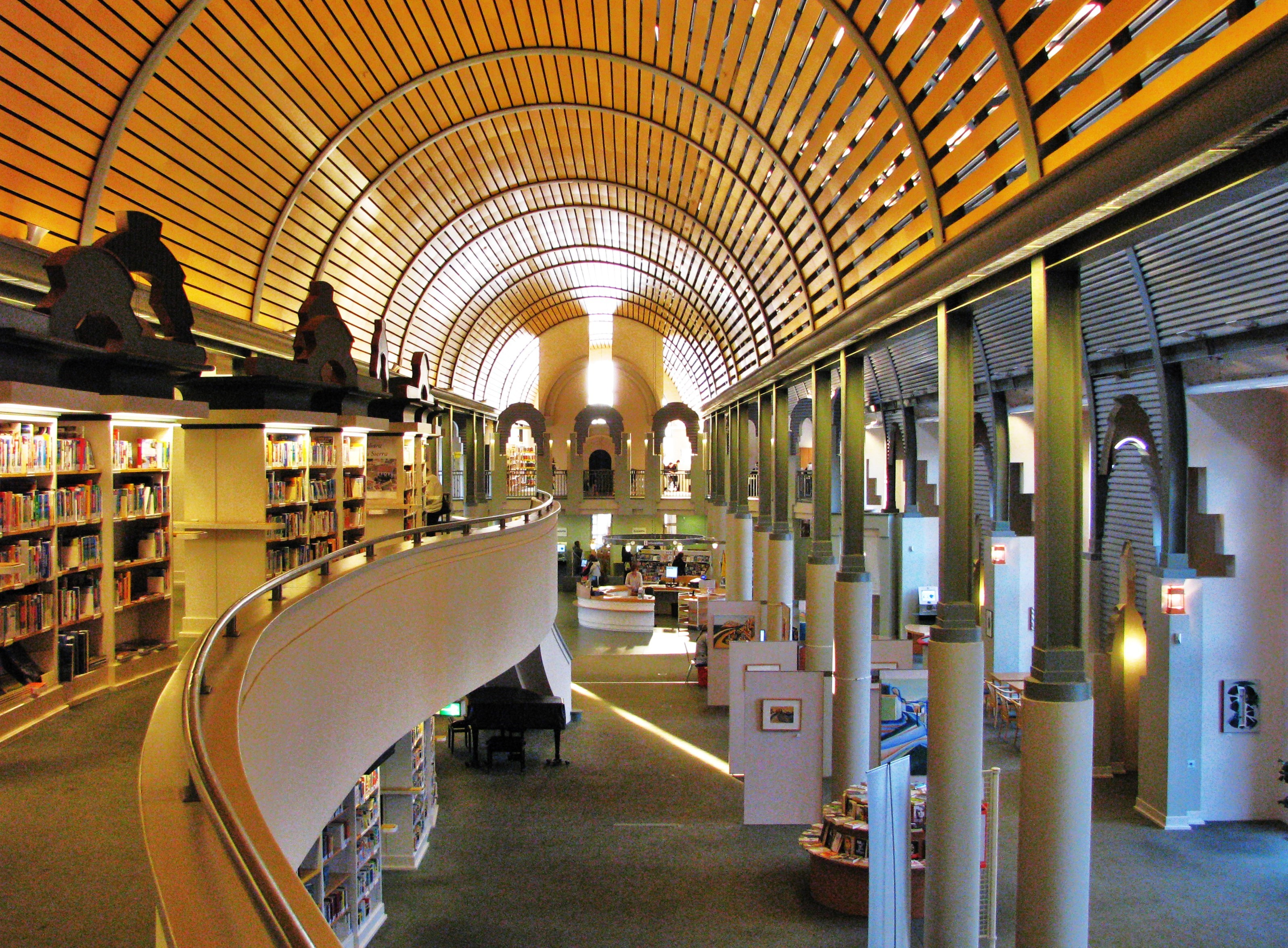
Raumeindruck von der östlichen Galerie aus

Aus Anlass des 25-jährigen Bestehens der Humboldt-Bibliothek wurde Charles Moore mit seiner Gebäudebeschreibung wie folgt zitiert:

„[…] es sollte monumental, aber gleichzeitig intim sein, so bemessen, dass sich der einzelne Leser im Mittelpunkt einer Welt fühlt, in einem Raum, der erfüllt ist von reflektiertem Licht aus dem Süden, mit einem Blick durch die hohen Fenster in die Wälder nach Norden in Richtung auf das ‚Humboldt-Schlößchen‘ von Karl Friedrich Schinkel, den Wohnsitz von Wilhelm von Humboldt, nach dem die Bibliothek benannt ist. Hinter dem hohen Leseraum befindet sich eine wellenförmige Wand aus Büchern, zwei Stockwerke hoch und versehen mit einer Galerie, wodurch die Präsenz der Bücher in der Bibliothek, ganz im Stile des 19. Jahrhunderts in den Mittelpunkt gerückt wird. Das Licht der südlichen Sonne wird abgelenkt durch eine innere Wölbung, die dem Raum mit der hölzernen Decke über der Bücherwand und ihren Bewohnern einen erhabenen, doch auch intimen Charakter verleiht.“

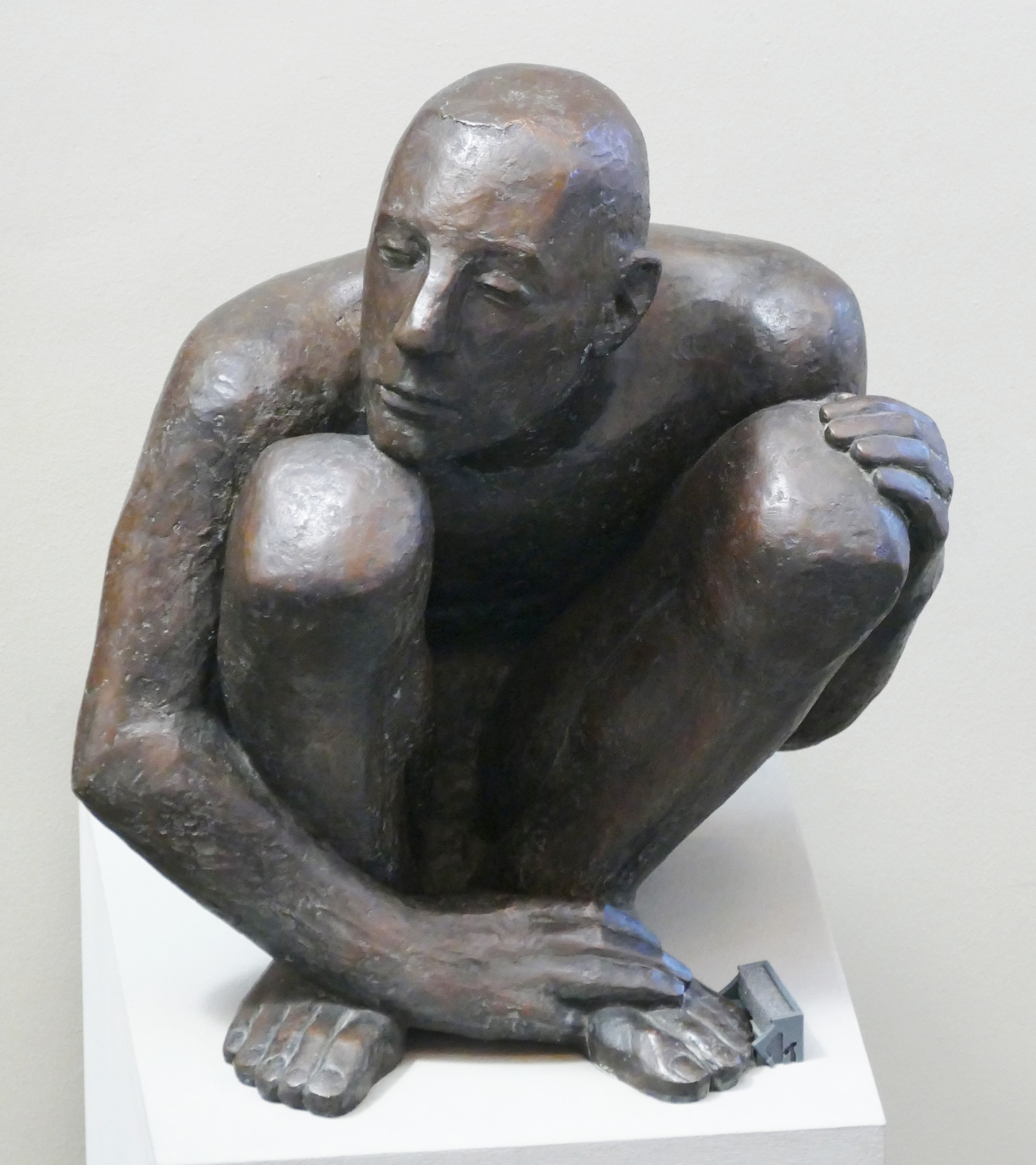
Skulptur von Volker Oellermann: Der Hockende

Der Architektur der Humboldt-Bibliothek wird anhaltend großes Interesse entgegengebracht. Zu erkennen ist dies an zahlreichen, auch internationalen Fachbesuchern und Architektengruppen, welche die Bibliothek in den letzten Jahren besichtigt haben. Für das interessierte Publikum gibt es die beiden feststehenden Termine für Architekturführungen jährlich im September am Tag des offenen Denkmals. Vor dem Eingangsbereich der Humboldt-Bibliothek steht nun das Denkmal der Gebrüder Humboldt von Detlef Kraft aus dem Jahr 1997.

## Medienausstattung und Veranstaltungsangebot

### Weit gefasstes und viel genutztes Medienspektrum
Die Humboldt-Bibliothek hält etwa 130.000 Medien in gut einem Dutzend unterschiedlicher Sparten für die Publikumsnutzung vor. Mehr als 800 Besucher täglich und rund 800.000 Entleihungen jährlich zeugen von einer intensiven Nutzung dieses Angebots.

### Lesungen, Ausstellungen und andere kulturelle Aktivitäten

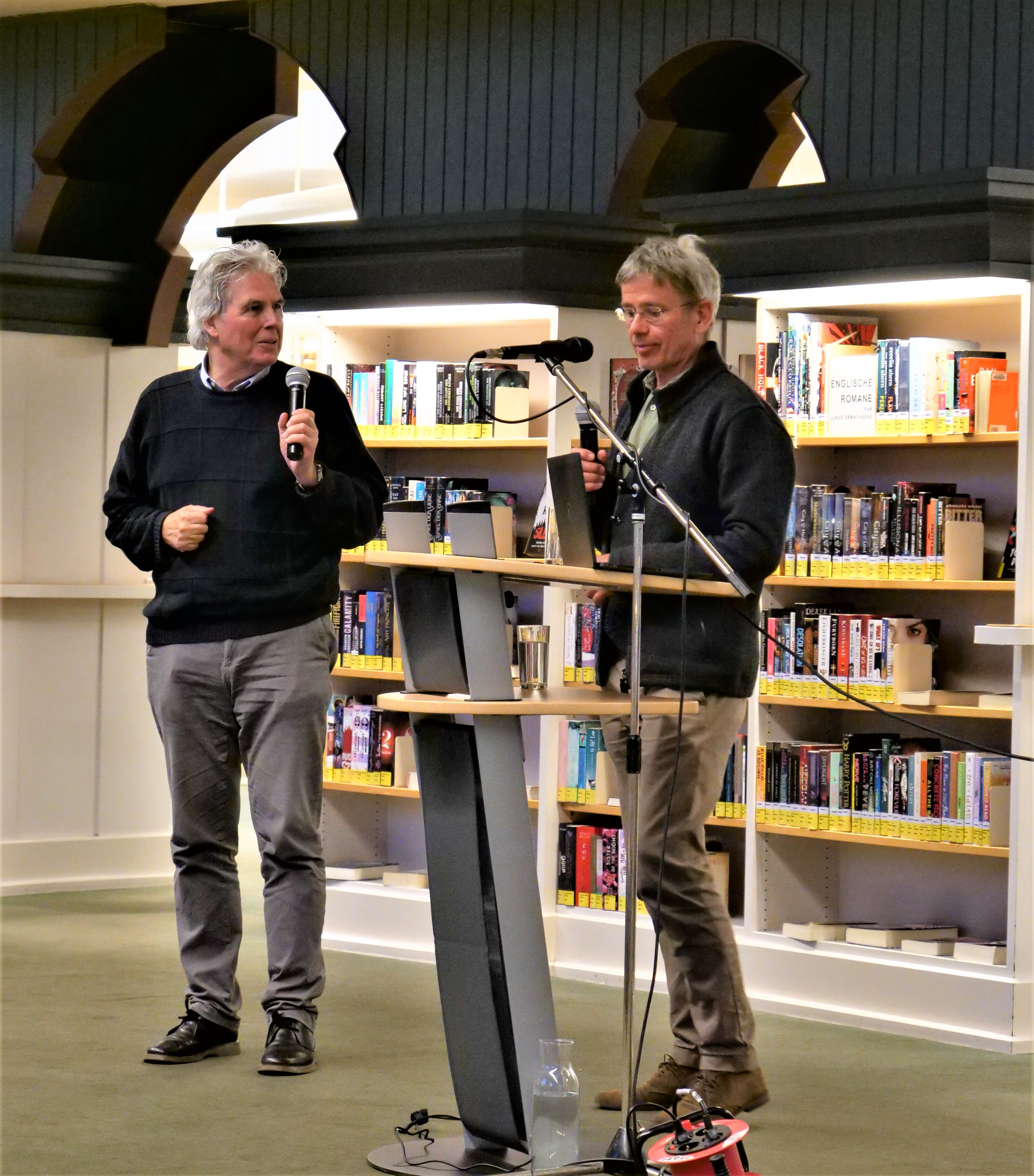
Frank Holl (li.) und Stefan Rahmstorf über „Alexander von Humboldt und der Klimawandel – Mythen und Fakten“ am 9. Mai 2023 in der Humboldt-Bibliothek

Das Innere der Bibliothek ist durch seine offene Flächen und das ansprechende Ambiente ein geeigneter und gern gewählter Ort unter anderem für Lesungen und Preisverleihungen. Zu der seit vielen Jahren bestehenden Reihenveranstaltung „Lesezeichen“ kommen namhafte Schriftsteller ins Haus, um ihre neuesten Werke vorzustellen. Die jährlich stattfindende Reinickendorfer Kriminacht unter dem Titel „Tatort Tegel“ begeht 2017 ihr 25-jähriges Jubiläum und ist mit bis zu 300 Besuchern regelmäßig ausverkauft. Dabei wird in Zusammenarbeit mit dem Verband deutscher Schriftstellerinnen und Schriftsteller der „Krimifuchs“ für herausragende Leistungen im Genre Kriminalliteratur verliehen.
In Kooperation mit der Volkshochschule Reinickendorf veranstaltet die Humboldt-Bibliothek in ihrem Konferenzraum Kurse zur Schulung von Autoren und trägt damit selbst zur Förderung von literarischem Nachwuchs bei. Vorträge, Kunstausstellungen und Konzerte, die dem Veranstaltungskalender auf der Internetseite stets aktuell zu entnehmen sind und die mit Flyern vor Ort beworben werden, runden das vielfältige Kulturangebot dieser markanten Tegeler öffentlichen Einrichtung ab.

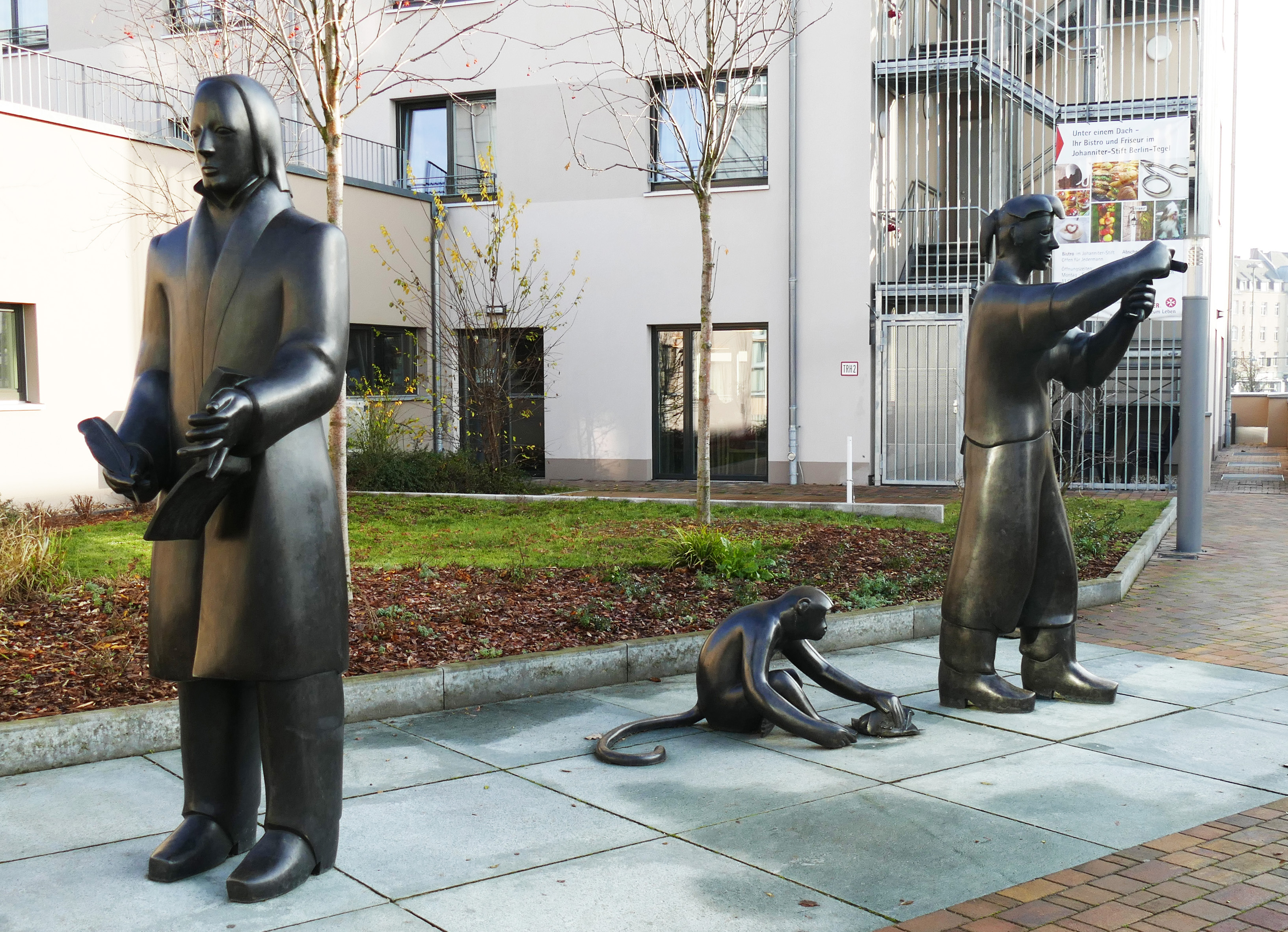
Denkmal Gebrüder Humboldt
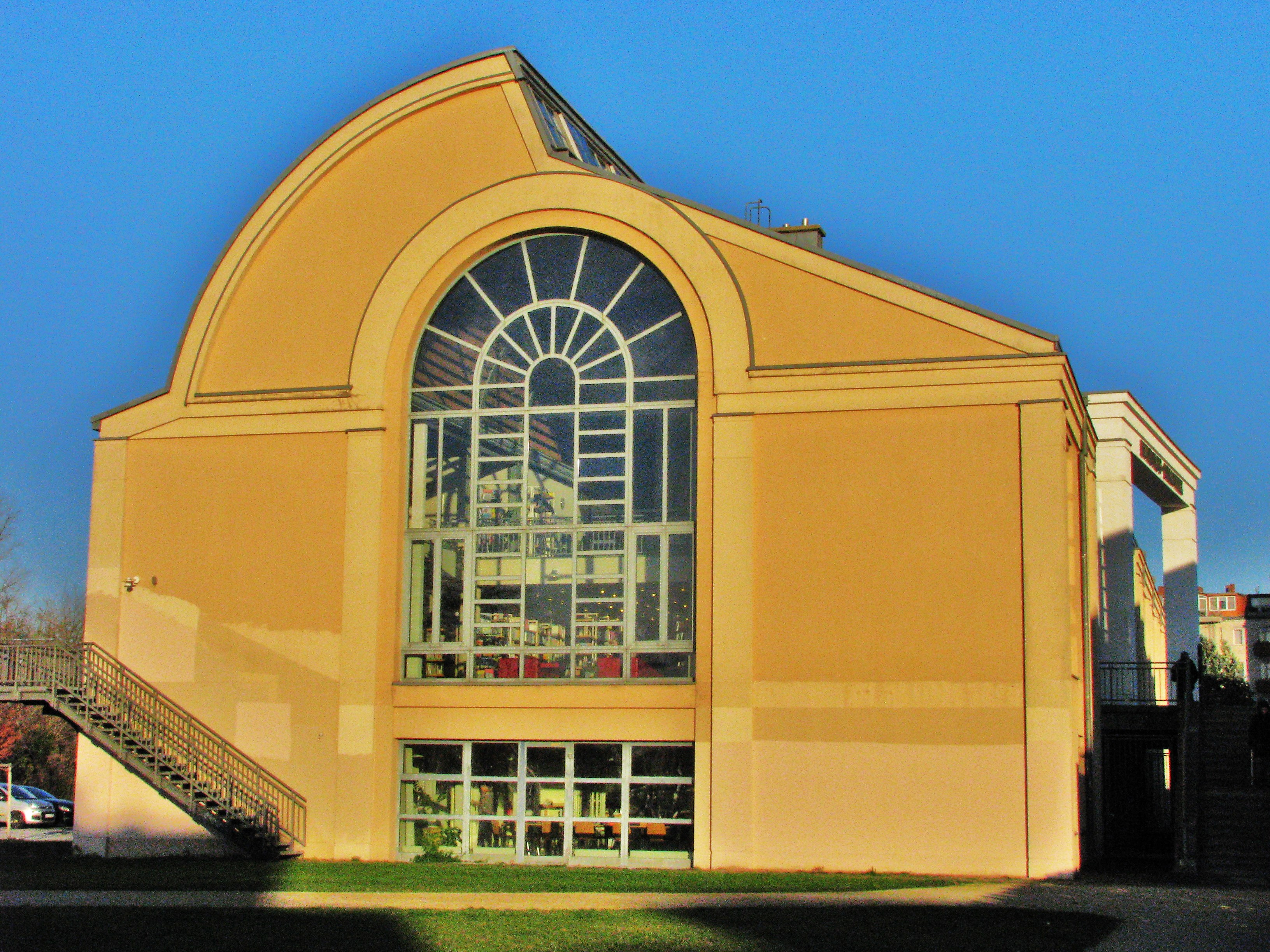
Ansicht von Westen
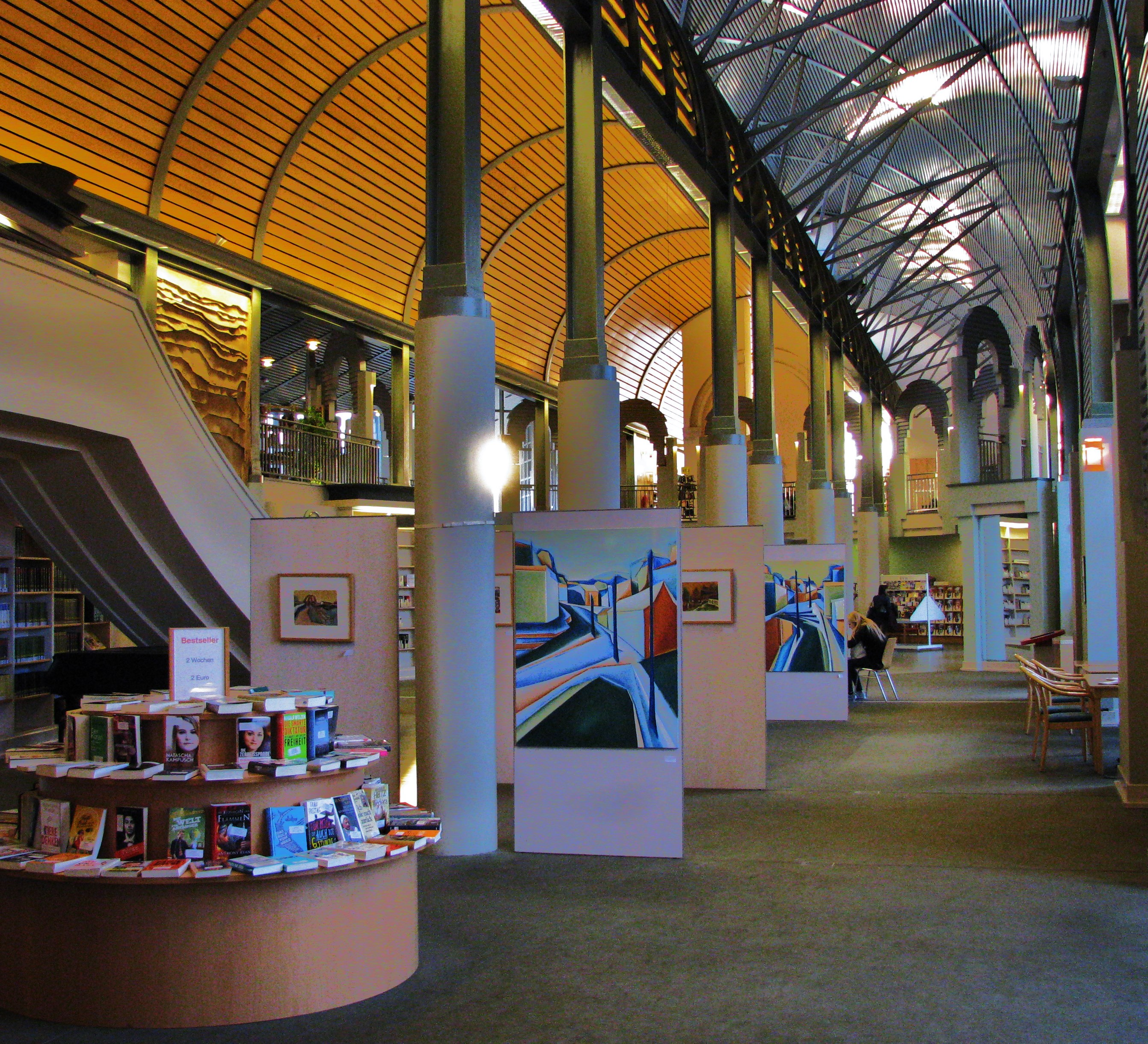
Ausstellungsbereich
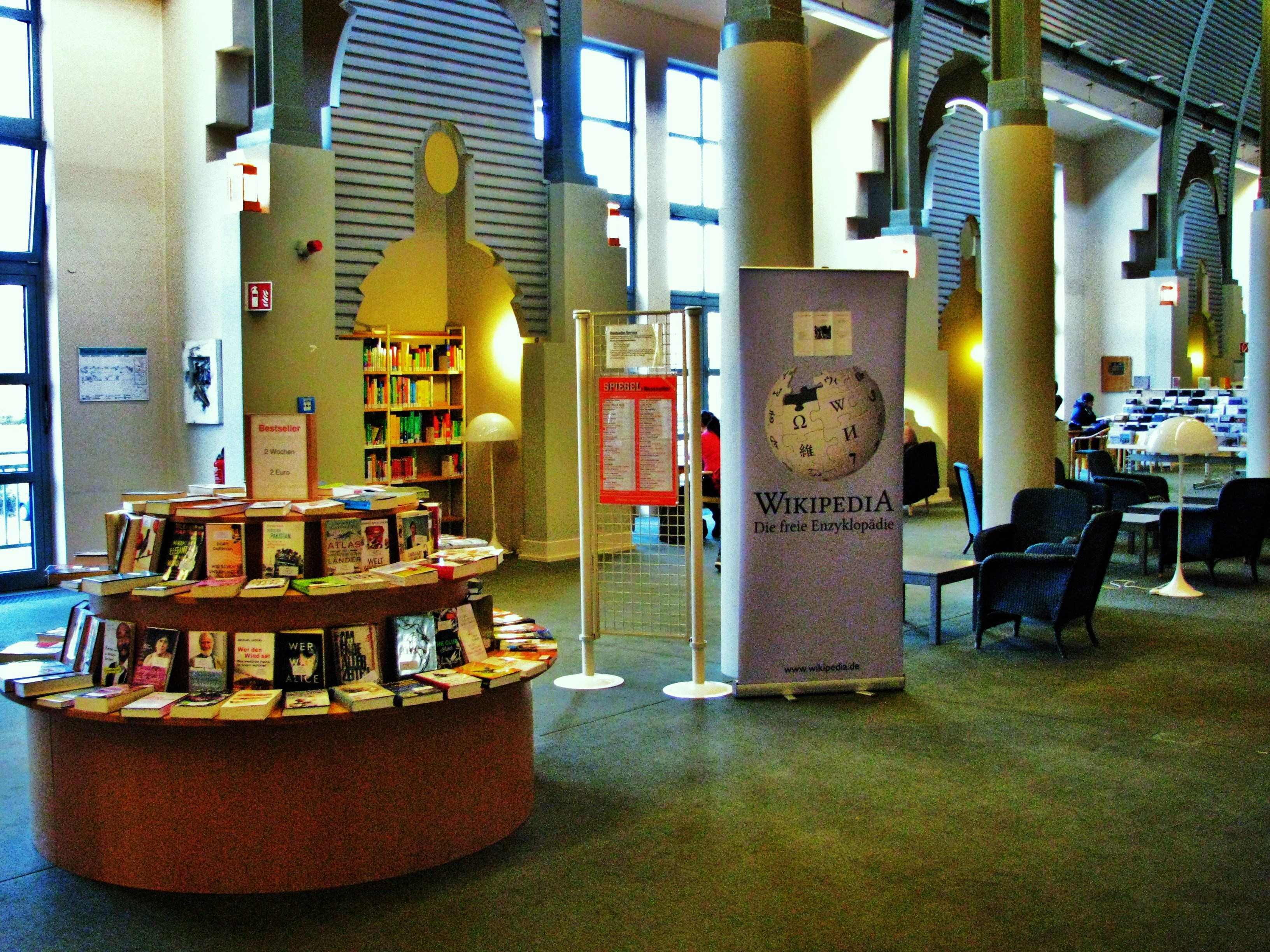
Medienangebote und Verweilflächen